# جيلان علاء
جيلان علاء هي مذيعة، ممثلة وكاتبة كوميدية مصرية، أشترهت في البداية من خلال برنامج أسعد الله مساءكم.

## بدايتها
بدات جيلان التمثيل عبر فيديوهات بالسوشيال ميديا، اختارها أكرم حسني للتمثيل في برنامج وسيم هدهد وبرنامج أسعد الله مساءكم ثم أنضمت إلى فريق عمل برنامج صاحبة السعادة.

## أعمالها

### مسلسلات
- 2017: نصيبي وقسمتك الجزء الثاني
- 2018: طلعت روحي
- 2019: أنا شيري دوت كوم
- 2019: الأنسة فرح الجزء الأول
- 2020: رجالة البيت
- 2020: الآنسة فرح الجزء الثاني
- 2021: نصيبي وقسمتك الجزء الرابع
- 2021: زي القمر الجزء الثاني
- 2021: حلوة الدنيا سكر
- 2021: الآنسة فرح الجزء الثالث
- 2021: الآنسة فرح الجزء الرابع
- 2022: فاتن أمل حربي
- 2022: الفرح فرحنا - ضيفة شرف

### أفلام
- 2018: قلب أمه
- 2018: الكويسين
- 2020: الغسالة - ضيفة شرف

### برامج
- 2013: وسيم هدهد
- 2015: أسعد الله مساءكم

### مسلسل اذاعي
- 2017: زقزوق وبكيزة

## وصلات خارجية
- جيلان سعيد عبد الوهاب الحسينى على موقع IMDb (الإنجليزية)
- جيلان سعيد عبد الوهاب الحسينى على موقع الدهليز
- جيلان سعيد عبد الوهاب الحسينى على موقع قاعدة بيانات الأفلام العربية